# Кизиласкер (Мамлютський район)
Кизиласке́р (каз. Қызыләскер) — село у складі Мамлютського району Північноказахстанської області Казахстану. Адміністративний центр Кизиласкерського сільського округу.
Населення — 423 особи (2021; 481 у 2009, 560 у 1999, 810 у 1989).
Національний склад станом на 1989 рік:
- росіяни — 62 %
- казахи — 26 %.